# Zimowe Igrzyska Olimpijskie 1994
XVII Zimowe Igrzyska Olimpijskie odbyły się w norweskiej miejscowości Lillehammer w 1994 roku. Startowało 1737 zawodników (520 kobiet) z 67 krajów. Po raz pierwszy igrzyska zimowe odbyły się w nowym terminie, aby uzyskać przemienność igrzysk letnich i zimowych (co dwa lata). Inicjatorem zmiany terminu rozgrywania największej zimowej sportowej imprezy na świecie był przewodniczący MKOl, Juan Antonio Samaranch. Głównym powodem była próba wyjścia zimowych igrzysk z cienia, rozgrywanej w tym samym roku, większej i popularniejszej letniej edycji olimpijskich zmagań. Pomysłodawcą przesunięcia terminu ZIO był ówczesny szef działu sportowego amerykańskiej stacji ABC, Denis Swanson, który widział w tej zmianie możliwość zwiększenia zysków ze sprzedaży praw telewizyjnych. Samaranch wskazywał jednak inne powody – dla wielu państw przygotowanie dwóch reprezentacji olimpijskich na obie imprezy w jednym roku nie było proste. Najczęściej zimowe igrzyska były traktowane jak młodszy, skromniejszy brat letnich zawodów. Oddzielenie od siebie tych imprez miało wyjść z pożytkiem dla wszystkich. Szef MKOl przeforsował swój projekt w Komitecie, a po latach stwierdził, iż była to jedna z najlepszych decyzji, jakie podjął w czasie swojej prezydentury.
Igrzyska otworzył król Norwegii Harald V. O organizację pierwszych igrzysk w nowym terminie, zaplanowanych na 1994 rok, ubiegały się cztery miasta – amerykańskie Anchorage, norweskie Lillehammer, szwedzkie Oestersund i bułgarska Sofia. Początkowo chęć goszczenia XVII ZIO u siebie wyraził także Sankt Petersburg, ale Rosjanie ostatecznie wycofali swoją kandydaturę. Wybory organizatora miały miejsce podczas sesji MKOl w Seulu w 1988 roku. Głosowanie przebiegło po myśli Norwegów. Lillehammer prowadziło od pierwszej w tury, a w ostatniej, trzeciej rundzie pokonało stosunkiem głosów 45:39 ofertę Oestersund. Po 42 latach zimowe igrzyska miały powrócić do kraju będącego kolebką narciarstwa. Na przygotowanie miasta do imprezy oraz budowę i modernizację obiektów, na których miała zostać rozegrana walka o olimpijskie medale, przeznaczono ponad 1 miliard dolarów. Większość tej kwoty pochodziła od rządu, albowiem w kasie komitetu organizacyjnego znajdowało się niecałe 300 milionów dolarów. Kraj Fiordów z rozmachem przygotował sportowe areny, o których pisał cały świat. Szczególną uwagę zwracały zwłaszcza hala łyżwiarska Vikingskipet w Hamar, mająca kształt odwróconej łodzi wikingów, a także hala hokejowa w Gjoevik, którą wybudowano w... jaskini.
Ceremonia otwarcia XVII Zimowych Igrzysk Olimpijskich odbyła się 12 lutego 1994 roku pod skoczniami Lysgaardsbakken w Lillehammer. Do Norwegii stawiło się 1737 sportowców z 67 państw. Po sześciu latach przerwy na zimowe olimpijskie areny powróciły Fidżi i Portugalia, zaś po trzydziestu czterech – RPA. W Lillehammer nastąpił także debiut piętnastu reprezentacji narodowych na ZIO, z których większość powstała w wyniku rozpadu Czechosłowacji, Jugosławii i ZSRR. Po raz pierwszy w zimowych igrzyskach wzięły udział zespoły Armenii, Białorusi, Bośni i Hercegowiny, Czech, Gruzji, Izraela, Kazachstanu, Kirgistanu, Mołdawii, Rosji, Samoa Amerykańskiego, Słowacji, Trynidadu i Tobago, Ukrainy i Uzbekistanu. W porównaniu z zawodami w Albertville, do Norwegii nie przybyły ekipy Algierii, Antyli Holenderskich, Boliwii, Filipin, Hondurasu, Indii, Irlandii, Korei Północnej, Kostaryki, Libii, Maroka i Suazi. ZIO w Lillehammer odbywały się w momencie, kiedy w ramach wojny na Bałkanach nasiliły się starcia w oblężonym przez Serbów Sarajewie, mieście zimowych igrzysk sprzed dziesięciu lat. O zaprzestanie walk apelował szef MKOl, Juan Antonio Samaranch, który w trakcie wystąpienia wypowiedział słowa nie znajdujące się we wcześniej przygotowanym protokole: „Proszę, przestańcie walczyć, przestańcie zabijać! Rzućcie broń!”. Do ostatniego etapu wędrówki ognia olimpijskiego wykorzystano skocznię narciarską. Stein Gruben oddał skok, trzymając w ręku zapaloną pochodnię. Początkowo tego wyczynu miał dokonać bardziej utytułowany Ole Gunnar Fidjestoel, który doznał upadku podczas próby generalnej na dwa dni przed ceremonią. Sam znicz zapalił następca norweskiego tronu, książę Haakon.

## Dyscypliny olimpijskie
- biathlon
- bobsleje
- hokej na lodzie
- łyżwiarstwo
  - łyżwiarstwo szybkie
    - łyżwiarstwo szybkie
    - short track (debiut 1000 m)

  - łyżwiarstwo figurowe
- narciarstwo
  - narciarstwo klasyczne
    - biegi narciarskie
    - skoki narciarskie
    - kombinacja norweska

  - narciarstwo alpejskie
  - narciarstwo dowolne (debiut skoków akrobatycznych)
- saneczkarstwo

## Państwa uczestniczące
14 państw debiutowało na Igrzyskach Olimpijskich: Armenia, Białoruś, Czechy, Gruzja, Kazachstan, Kirgistan, Mołdawia, Słowacja, Ukraina, Uzbekistan, Bośnia i Hercegowina, Rosja, Samoa Amerykańskie, Izrael i Trynidad i Tobago.
Reprezentacja Wspólnoty Niepodległych Państw, która reprezentowała zawodników byłego ZSRR rozpadła się i 9 byłych sowieckich republik Armenii, Białorusi, Gruzji, Kazachstanu, Kirgistanu, Mołdawii, Rosji, Ukrainy i Uzbekistanu wystartowało jako osobne kraje. Rozpad Czechosłowacji spowodował debiut Czech i Słowacji jako oddzielne państwa. Bośnia i Hercegowina zadebiutowała na Igrzyskach po odzyskaniu niepodległości w 1992 roku doprowadzając do rozpadu Jugosławii. W skład reprezentacji bobsleistów Bośni i Hercegowiny wchodziło 4 zawodników: dwóch Bośniaków, Chorwat i Serb, co odzwierciedla różnorodność etniczną kraju.
| - Andora - Argentyna - Armenia - Australia - Austria - Belgia - Bermudy - Białoruś - Bośnia i Hercegowina - Brazylia - Bułgaria - Chile - Chiny - Chińskie Tajpej - Chorwacja - Cypr - Czechy |  | - Dania - Estonia - Fidżi - Finlandia - Francja - Grecja - Gruzja - Hiszpania - Holandia - Islandia - Izrael - Jamajka - Japonia - Kanada - Kazachstan - Kirgistan - Korea Południowa |  | - Liechtenstein - Litwa - Luksemburg - Łotwa - Meksyk - Mołdawia - Monako - Mongolia - Niemcy - Norwegia - Nowa Zelandia - Polska - Portoryko - Portugalia - Południowa Afryka - Rosja - Rumunia |  | - Samoa Amerykańskie - San Marino - Senegal - Słowacja - Słowenia - Stany Zjednoczone - Szwajcaria - Szwecja - Trynidad i Tobago - Turcja - Ukraina - Uzbekistan - Węgry - Wielka Brytania - Włochy - Wyspy Dziewicze Stanów Zjednoczonych |

## Wyniki
| - biathlon - biegi narciarskie - bobsleje - hokej na lodzie - kombinacja norweska - łyżwiarstwo figurowe |  | - łyżwiarstwo szybkie - narciarstwo alpejskie - narciarstwo dowolne - skoki narciarskie - saneczkarstwo - short track |

## Klasyfikacja medalowa
| Klasyfikacja medalowa |                   |       |        |      |       |
| Lp.                   | Państwo           | złoto | srebro | brąz | razem |
| 1                     | Rosja             | 11    | 8      | 4    | 23    |
| 2                     | Norwegia          | 10    | 11     | 5    | 26    |
| 3                     | Niemcy            | 9     | 7      | 8    | 24    |
| 4                     | Włochy            | 7     | 5      | 8    | 20    |
| 5                     | Stany Zjednoczone | 6     | 5      | 2    | 13    |
| 6                     | Korea Południowa  | 4     | 1      | 1    | 6     |
| 7                     | Kanada            | 3     | 6      | 4    | 13    |
| 8                     | Szwajcaria        | 3     | 4      | 2    | 9     |
| 9                     | Austria           | 2     | 3      | 4    | 9     |
| 10                    | Szwecja           | 2     | 1      | 0    | 3     |

## Osiągnięcia Reprezentacji Polski
| Osiągnięcia Reprezentacji Polski | Osiągnięcia Reprezentacji Polski | Osiągnięcia Reprezentacji Polski | Osiągnięcia Reprezentacji Polski | Osiągnięcia Reprezentacji Polski |
| dyscyplina                       | konkurencja                      | reprezentant                     | miejsce                          |                                  |
| -------------------------------- | -------------------------------- | -------------------------------- | -------------------------------- | -------------------------------- |
| łyżwiarstwo szybkie              | 10 000 m                         | Jaromir Radke                    | 5.                               |                                  |
| łyżwiarstwo szybkie              | 5000 m                           | Jaromir Radke                    | 7.                               |                                  |
| biathlon                         | 4x7,5 km                         | sztafeta męska                   | 8.                               |                                  |
| biegi narciarskie                | 4x5 km                           | sztafeta żeńska                  | 8.                               |                                  |
| łyżwiarstwo figurowe             | jazda indywidualna kobiet        | Anna Rechnio                     | 10.                              |                                  |